# Gabriela Slavec
Gabriela Slavec (ur. 1975 w Brazylii) – słoweńska pilotka balonowa. Mistrzyni Europy w 2010 roku.

## Życiorys
Urodziła się w Brazylii, gdzie jej ojciec wyjechał do pracy, ale posiada obywatelstwo Słowenii. Ma rodzinę w Słowenii. W 1987 roku odbyła pierwszy lot balonem podczas pierwszej imprezy balonowej zorganizowanej w Brazylii. Od 1991 roku pracowała jako obserwator podczas zawodów w Brazylii. W 1997 roku była obserwatorem podczas mistrzostw świata w Japonii. W 2000 roku uzyskała licencję pilota balonów na ogrzane powietrze i zaczęła startować w zawodach krajowych i międzynarodowych. Startowała w konkursach w Brazylii. W 2010 roku wzięła udział w 1. Mistrzostwach Europy Kobiet w Balonach na Litwie, gdzie wygrała zawody. W 2012 roku wzięła udział w 2. Mistrzostwach Europy Kobiet w Balonach w Niemczech, gdzie zajęła 8. pozycję, po tych zawodach zakończyła karierę sportową.
W 2007 i 2008 roku pomagała w organizacji Open Brasil de Balonismo. Była także slowenską delegatką FAI i CIA (komisji balonowej FAI). W 2019 roku pomagała zorganizować Otwarte Mistrzostwa Słowenii i Mistrzostwa Świata w lataniu balonem na gorące powietrze w Murska Sobota.
Mieszka w São Paulo z mężem i dwoma synami. Teściowie mają posiadłość w górach, tam też jej mąż otworzył browar. Do Słowenii po raz pierwszy przyjechała jako 19-latka. Z wykształcenia jest geofizykiem i przed urodzeniem dzieci pracowała w zawodzie. Interesuje się speleologią.

## Osiągnięcia sportowe
- 2012 : 2. Mistrzostwa Europy Kobiet w Balonach na Ogrzane Powietrze FAI we Frankenthal, Niemcy, 2012 – 8. miejsce[4]
- 2011 : 17. FAI European Hot Air Balloon Championship – 62. miejsce[5]
- 2010 : 1. Mistrzostwa Europy Kobiet w Balonach na Ogrzane Powietrze FAI w Olicie, Litwa, 2010 –  1. miejsce[6][7]
- 2006 : 18. Festival Internacional de Balonismo de Torres – 1. miejsce[8][9]